# En uheldig Debut
En uheldig Debut er en kortfilm instrueret af Lau Lauritzen Sr. efter manuskript af Helen Gammeltoft.